# Шмалстеде
Шмалстеде (њем. Schmalstede) општина је у њемачкој савезној држави Шлезвиг-Холштајн. Једно је од 165 општинских средишта округа Рендсбург. Према процјени из 2010. у општини је живјело 266 становника. Посједује регионалну шифру (AGS) 1058143.

## Географски и демографски подаци
Шмалстеде се налази у савезној држави Шлезвиг-Холштајн у округу Рендсбург. Општина се налази на надморској висини од 20 метара. Површина општине износи 4,8 km². У самом мјесту је, према процјени из 2010. године, живјело 266 становника. Просјечна густина становништва износи 55 становника/km².